# アリ・エルムスラティ
アルモアタセンベラー・アリ・モハメド・アル＝ムスラティ（アラビア語: المعتصم بالله علي محمد المصراتي、1996年4月6日 - ）は、リビアのサッカー選手。元リビア代表。リーグ・アン・ASモナコ所属。。ポジションはMF。

## クラブ経歴
アル・イテハド・トリポリで選手となった。
2017年1月に3年半契約でヴィトーリア・ギマランイスに移籍。ロマーノ・シオンの推薦があっての移籍であった。暫くはBチームでプレーした。2019年8月5日にトップチーム初出場。同月のリーグ最優秀ミッドフィールダーランキングではブルーノ・フェルナンデス、ピッツィに次いで3位の票を獲得する活躍を見せた。12月12日にはUEFAヨーロッパリーグ 2019-20 グループリーグで初得点を記録。
2020年1月29日に半年の期限付き移籍でリオ・アヴェFCに加入。6月17日の試合ではジオゴ・フィゲイラス、ヌーノ・サントスとともに退場処分となった。

### ブラガ
2020年7月31日に4年契約でSCブラガに完全移籍、カルロス・カルヴァリャル監督の下で再び指導を受ける事になった。UEFAヨーロッパリーグ 2020-21グループリーグで移籍後初得点。2021年2月にはリーグ月間最優秀選手賞に輝いた。
2023年8月15日、UEFAチャンピオンズリーグ・予選のTSC戦で得点を挙げ、チャンピオンズリーグにおいて初めて得点したリビア人選手になった。1ヶ月後の9月20日、SSCナポリ戦でチャンピオンズリーグの本大会デビューを果たし、CL本大会に出場した最初のリビア人選手にもなった。

### ベシクタシュ
2024年2月9日、2023-24シーズン終了までスュペル・リグのベシクタシュJKに100万€のローン手数料で期限付き移籍することが発表された。また、このローンには条件付きの買取義務オプションが付随し、その際には最大1,350万€の移籍金を必要とすることが契約に含まれた。

## 代表歴
アフリカネイションズチャンピオンシップ2014の際に代表初招集、1試合を除いて全試合に出場し決勝戦まで活躍した。

## タイトル
ブラガ
- タッサ・デ・ポルトガル : 2020-21
- タッサ・ダ・リーガ : 2023-24

リビア代表
- アフリカネイションズチャンピオンシップ : 2014年

個人
- プリメイラ・リーガ月間最優秀選手 : 2021年2月
- プリメイラリーガ月間最優秀ミッドフィールダー : 2021年2月